# Jean Jacques Dozy
Jean Jacques Dozy (Rotterdam, 18 juni 1908 – Den Haag, 1 november 2004) was een Nederlandse geoloog en deelnemer aan de Carstensz-expeditie in Nieuw-Guinea.

## Biografie
Dozy, zoon van een Rotterdamse politieman, studeerde begin jaren '30 in Leiden, was daar een van de oprichters van de Leidse Geologische Vereniging, een vereniging voor studenten geologie. Tijdens zijn veldwerk voor zijn doctoraal examen in de buurt van Bergamo beklom hij zijn eerste bergen en ontwikkelde zich daarna tot een actief alpinist. In 1933 schaatste hij de elfstedentocht. Na zijn afstuderen kwam hij als geoloog in Nederlands-Indië in dienst van de Bataafsche Petroleum Maatschappij (BPM), later de Shell, waarvoor hij in meerdere functies en op buitenlandse posten - o.a. in Guatemala, Venezuela, Iran en ten slotte weer in Indonesië en uiteindelijk in Nederland - tot aan zijn pensioen in 1966 bleef werken. Daarna, tot 1980, vervulde hij een gewoon hoogleraarschap in de geologie aan de Technische Hogeschool Delft, nu Universiteit van Delft.

## De Carstensz-expeditie
Dozy zal bekend blijven als lid van de succesvolle Carstensz-expeditie van 1936, zo genoemd naar het beoogde einddoel van deze expeditie: de beklimming van het met 'eeuwige sneeuw' bedekte Carstenszgebergte in Nederlands-Nieuw-Guinea. Dozy, die samen met Anton Colijn, de expeditieleider, en de vliegenier Frits Wissel de Ngga Pulu, een der hoogste toppen van dit bergmassief bereikte, was vooraf van onschatbare waarde geweest voor het welslagen van de tocht. Als specialist in de interpretatie en het in kaart brengen van luchtfoto's, was hij in staat geweest een zeer nauwkeurige schetskaart van de te volgen route te vervaardigen. De foto's waren gemaakt door Wissel tijdens een verkenningsvlucht boven het af te leggen traject.
Tijdens de beklimming ontdekte Dozy een grote monoliet, die bij nadere inspectie zeer rijk bleek te zijn aan hoogwaardige ertsen. Deze Ertsberg, zoals hij hem noemde, zou de belangrijkste ontdekking worden van de hele expeditie, al waren de deelnemers op dat moment zich daarvan nauwelijks bewust. Pas in de jaren 70 en 80 zou de Ertsberg, rijk aan goud en koper, vrijwel geheel afgegraven worden door het Amerikaanse mijnbouwbedrijf Freeport.
Het mineraal dozyiet, aangetroffen op de Ertsberg, is naar Dozy vernoemd.